# Charles d'Alegambe
Charles Marie François Joseph Désiré Colette d'Alegambe (Gent, 23 mei 1767 - Brussel, 27 december 1821) was een Zuid-Nederlands edelman.

## Levensloop
De familie d'Alegambe bezat al sinds 1600 adelbrieven. 
Charles-Marie was een zoon van Charles-Guillaume d'Alegambe (1710-1771), baron van Ouwegem, die in 1764 de titel graaf had verkregen naar aanleiding van zijn derde huwelijk, met de vierendertig jaar jongere Anne-Maximilienne van der Noot de Duras (1744-1778). Ze hadden samen drie kinderen, maar de harmonie in het gezin was weldra zoek. De echtgenote vluchtte in 1768 met haar minnaar, markies Joseph de L'Aspuir (1738-1796), met wie ze, eenmaal weduwe geworden, trouwde.
Charles-Marie trouwde in 1793 met Justine de Baillet de Merlemont (Namen, 1770 - Parijs, 1833). Het gezin woonde hoofdzakelijk op het door Charles-Guillaume gebouwde kasteel Ter Beken, op de grens van Mariakerke en Drongen. Ze kregen drie dochters.

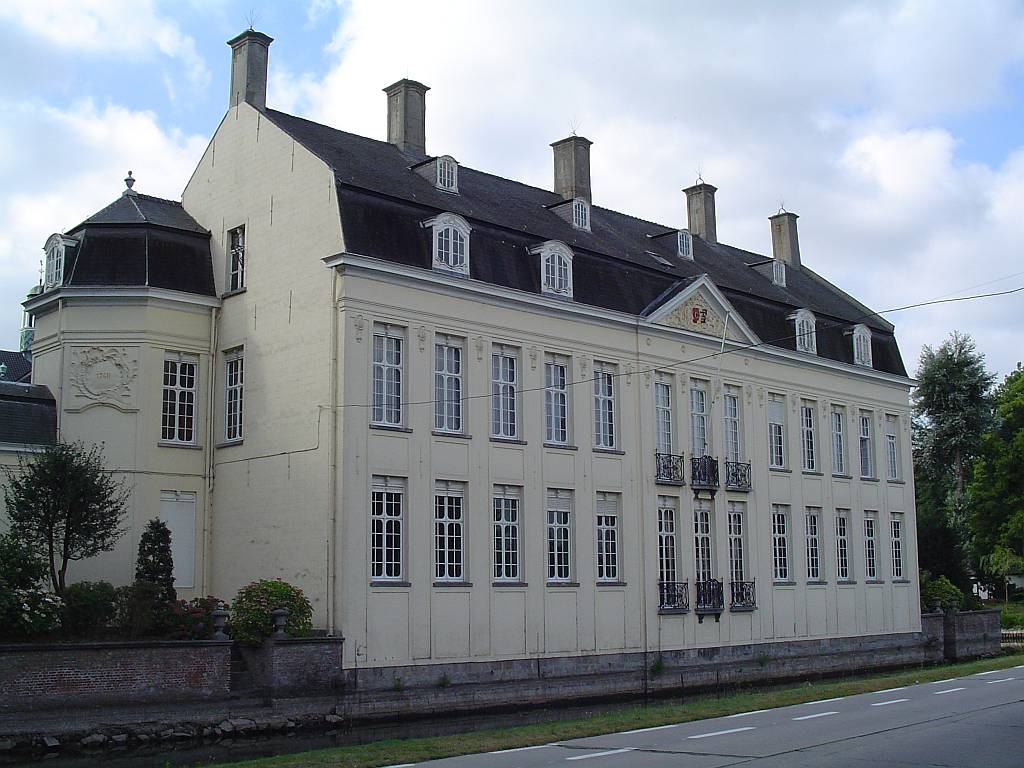
Het familiekasteel d'Alegambe in Mariakerke

Tijdens de revolutietijd was hij wellicht officier onder elkaar opeenvolgende regimes. Hij volgde ongetwijfeld de Oostenrijkers in de emigratie bij de aankomst van de Franse troepen in 1794, want zijn oudste dochter werd in mei 1795 geboren in Würtzburg. Het echtpaar keerde weldra terug, want de tweede dochter werd in 1796 in Brussel geboren.
In 1816 verkreeg hij adelserkenning en opname in de Ridderschap van de provincie Oost-Vlaanderen. Hij verkreeg tevens de titels graaf en baron, de eerste overdraagbaar bij eerstgeboorte, de tweede voor de overige nazaten. D'Alegambe werd kamerheer van koning Willem I. De familietak doofde in 1869 uit.